# Maculobates minor
Maculobates minor är en kvalsterart som beskrevs av Hammer 1967. Maculobates minor ingår i släktet Maculobates och familjen Liebstadiidae. Inga underarter finns listade i Catalogue of Life.